# Tân Bình Thạnh
Tân Bình Thạnh là một xã thuộc huyện Chợ Gạo, tỉnh Tiền Giang, Việt Nam.

## Địa lý
Xã có cầu Bình Cách là nơi giáp ranh giữa huyện Chợ Gạo với huyện Châu Thành, tỉnh Long An.
Xã Tân Bình Thạnh có diện tích 11,27 km², dân số năm 2013 là 7.555 người, mật độ dân số đạt 670 người/km².

## Hành chính
Xã Tân Bình Thạnh được chia thành 4 ấp: Bình Cách, Nhựt Tân, Tân Mỹ, Song Thạnh.